# Rudolf Mencin
Rudolf Mencin, slovenski šolnik, * 17. april 1879, Libeliče, † 26. avgust 1968, Ljubljana.

## Življenje in delo
Po maturi na celovškem učiteljišču je od leta 1899 poučeval med drugim tudi v Malečniku, postal 1918 šolski inšpektor na Koroškem po plebiscitu pa bil šolski referent na okrajnem glavarstvu na Prevaljah (1920–1926). Na njegovo pobudo so slovenski učiteljji leta 1926 sprejelo deklaracijo, po kateri naj bi učiteljska organizacija združevala vse učitelje, ne glede na politično prepričanje. Sodeloval je tudi pri organizaciji kmečkih nadaljevalnih šol in v uredništvu časopisa Slovenija, po vojni pa bil med ustanovitelji koroškega ilustriranega mladinskega lista Mladi rod.
Objavil je več pomembnejših razprav: Naša kmetska poklicna šola (Pedagoški zbornik, 1930), O kmetskem nadaljevalnem šolstvu (Popotnik, 1928/1929), O nalogi naše šole in Izobraževanje učiteljskega naraščaja (oboje Sodobna pedagogika, 1955).